# Renaissancegarten

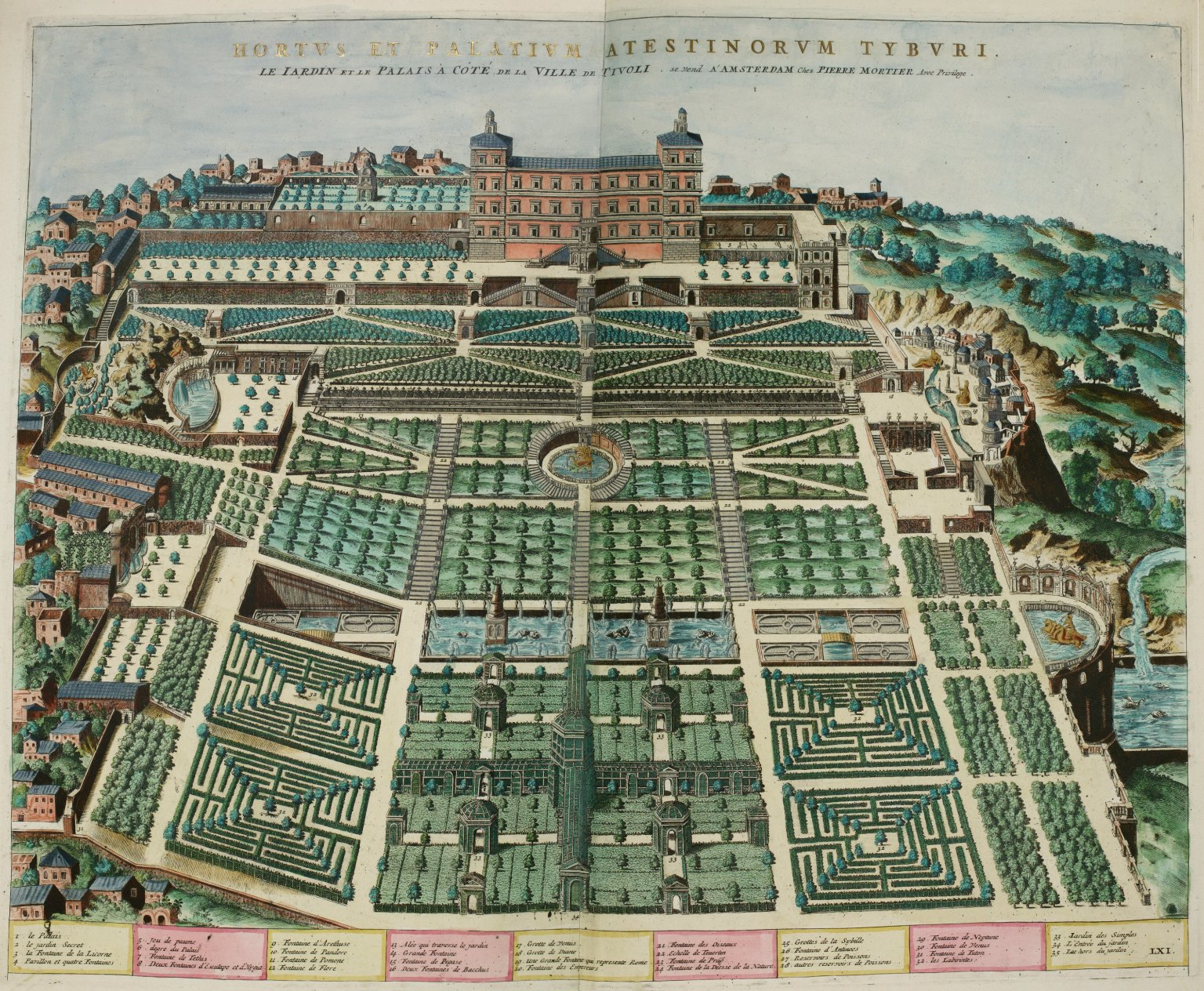
Garten der Villa d’Este in Tivoli

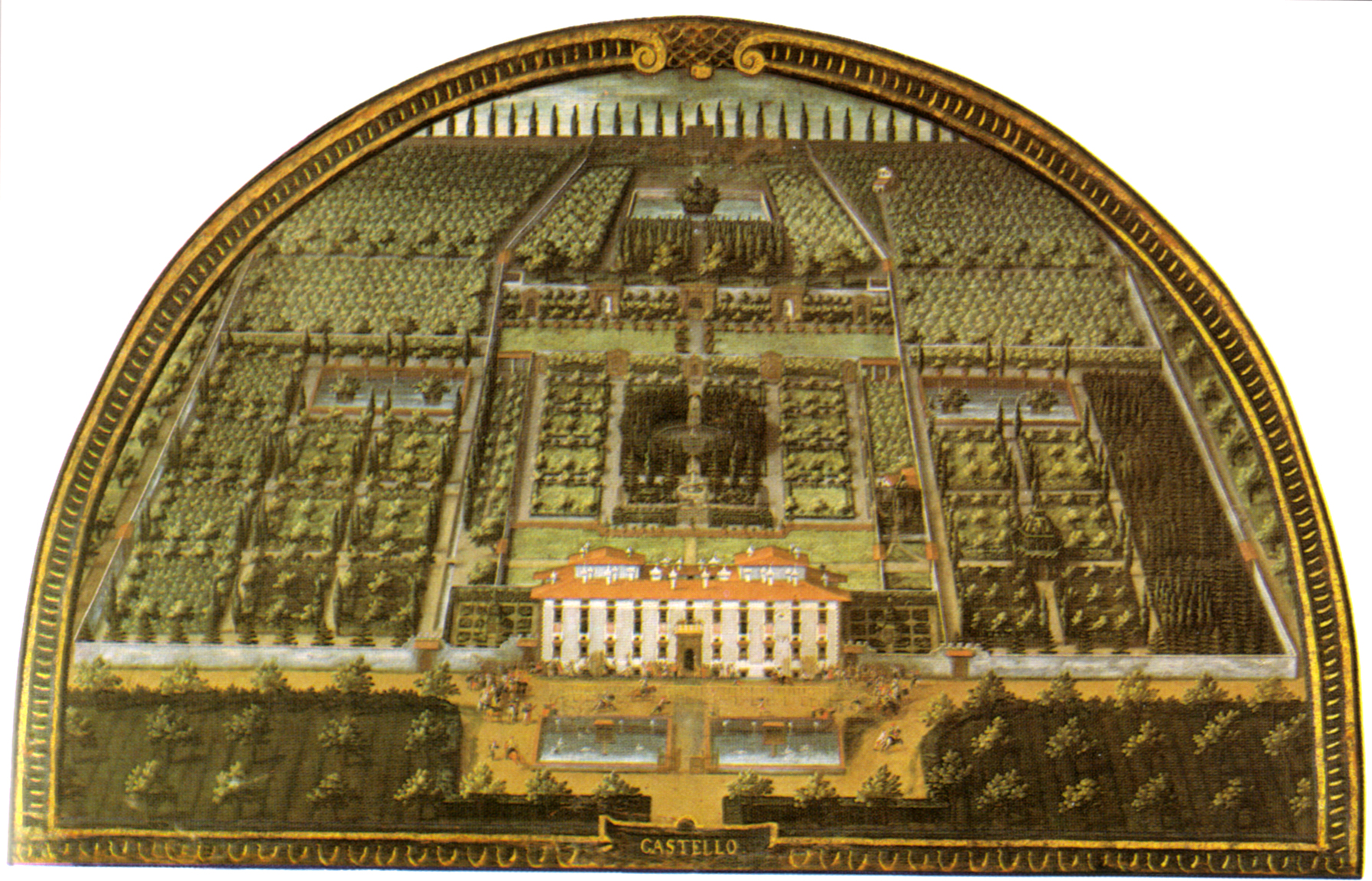
Die von Niccolò Tribolo gestaltete Gartenanlage der Villa Medici von Castello bei Florenz

Als Renaissancegarten wird ein Garten oder Park bezeichnet, der in der Epoche und dem Stil der Renaissance angelegt wurde. Da die ersten Gärten dieses Typs in Italien entstanden, wurden und werden sie mitunter auch als Italienische Gärten bezeichnet. Die später in Deutschland, Frankreich oder England angelegten Gärten unterschieden sich teilweise deutlich von den italienischen Originalen.

## Zeitgeistige Entwicklung

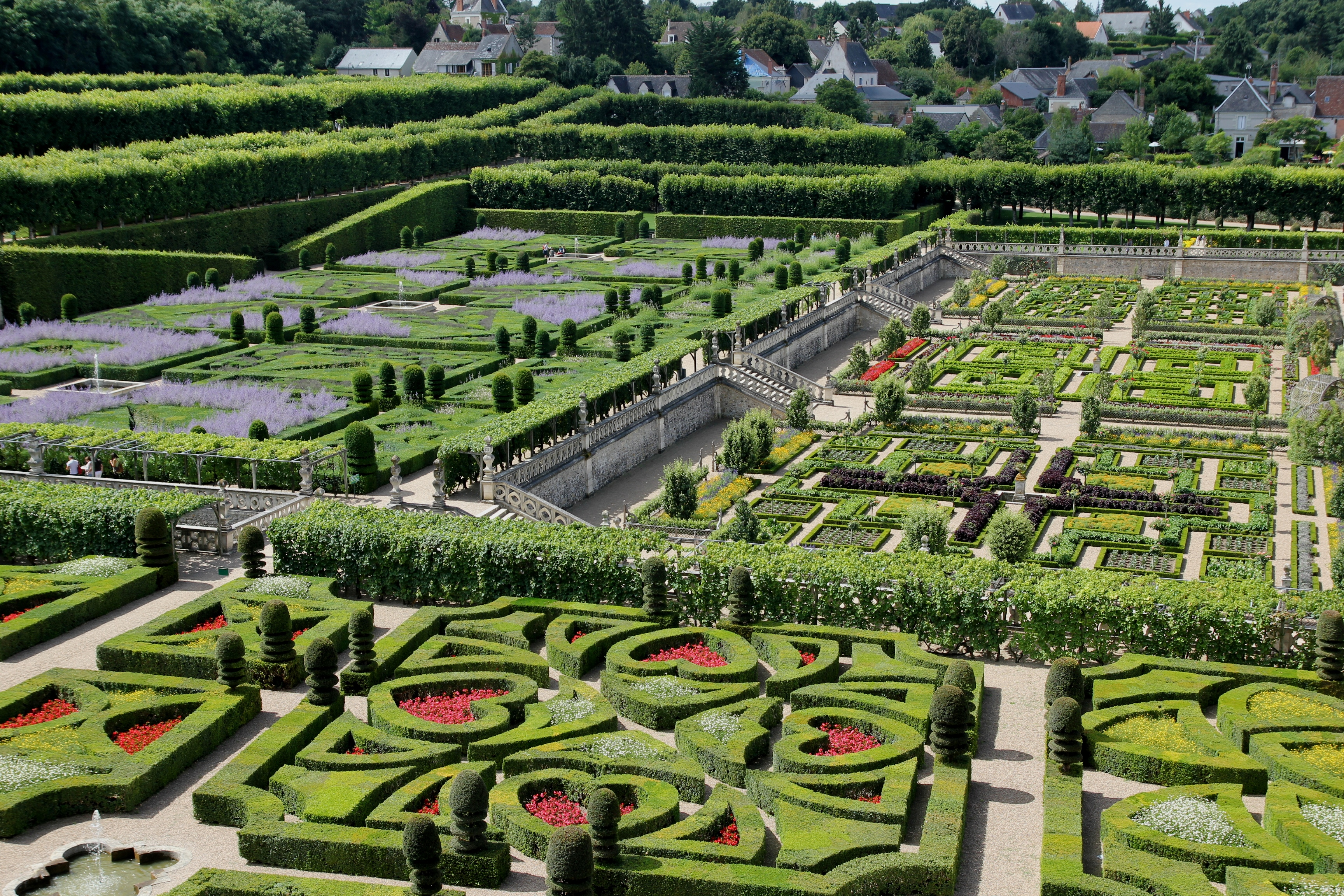
Der rekonstruierte Schlosspark des Château de Villandry in Frankreich mit seinen geometrischen Zier- und Küchengärten

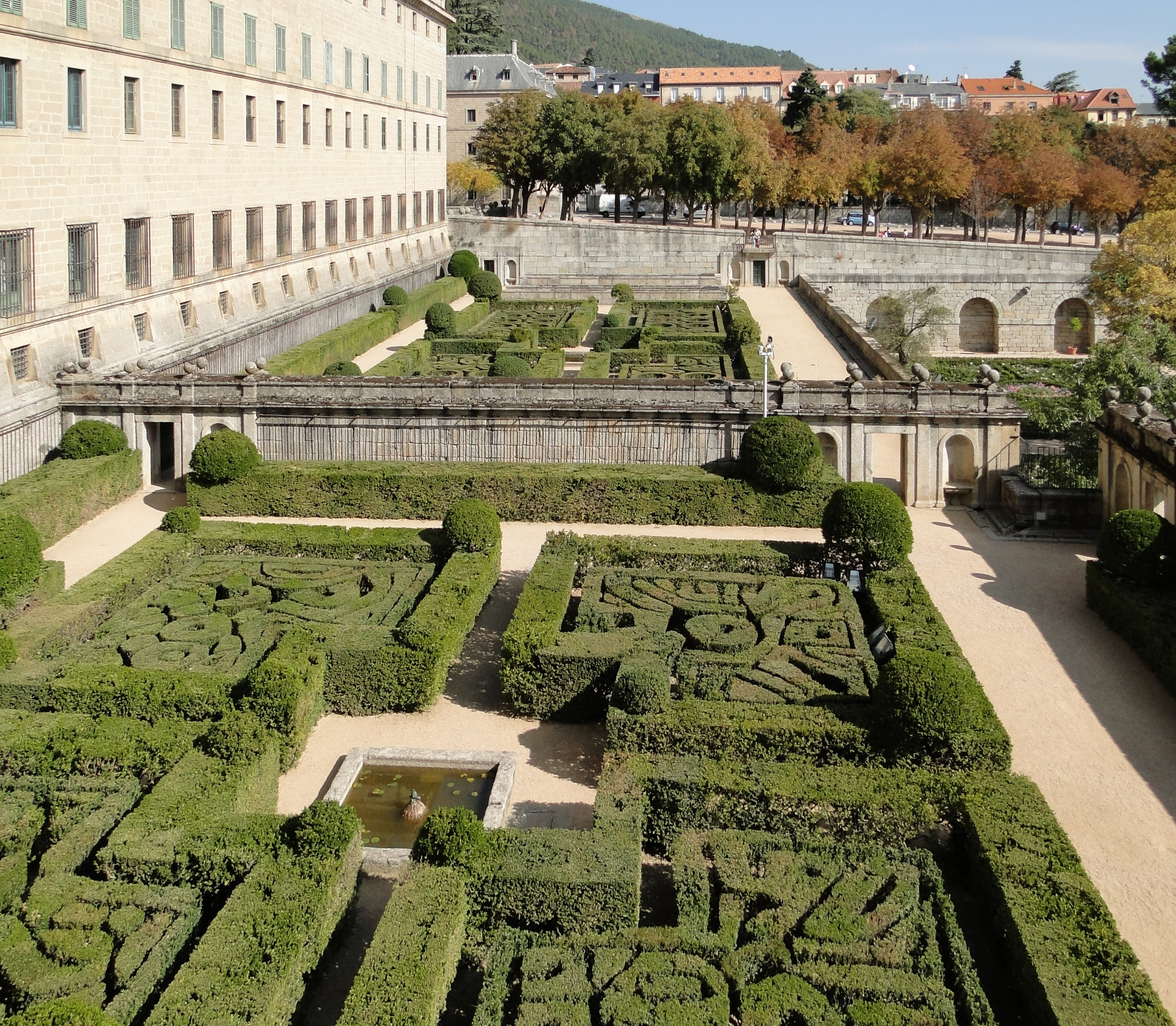
Gartenanlage des Palastkomplexes San Lorenzo de El Escorial

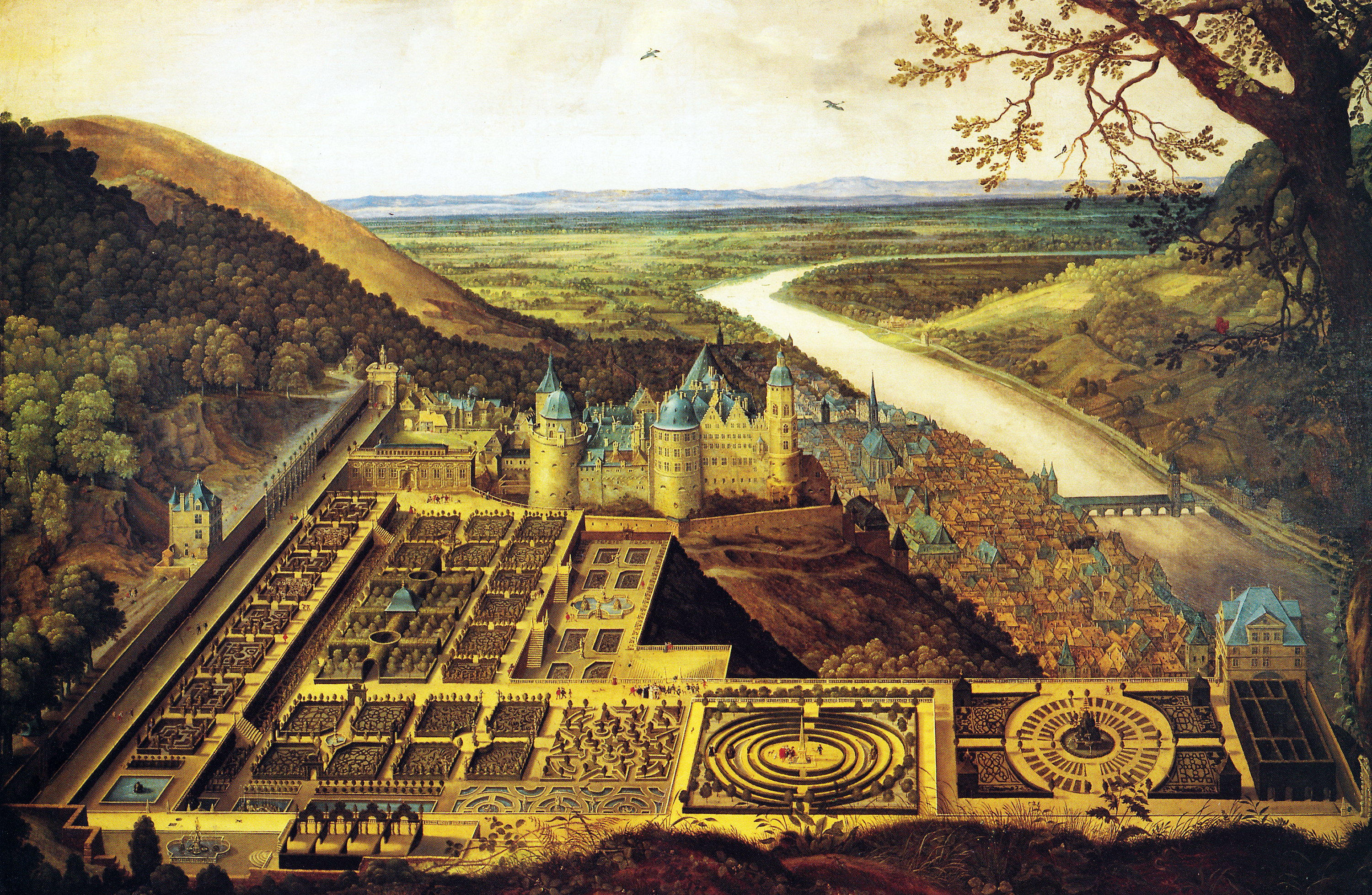
Der Hortus Palatinus („Pfälzischer Garten“) war der Garten des Heidelberger Schlosses. Er war der bekannteste Renaissancegarten in Deutschland und Vorbild für ähnliche Gärten in anderen deutschen Residenzen.

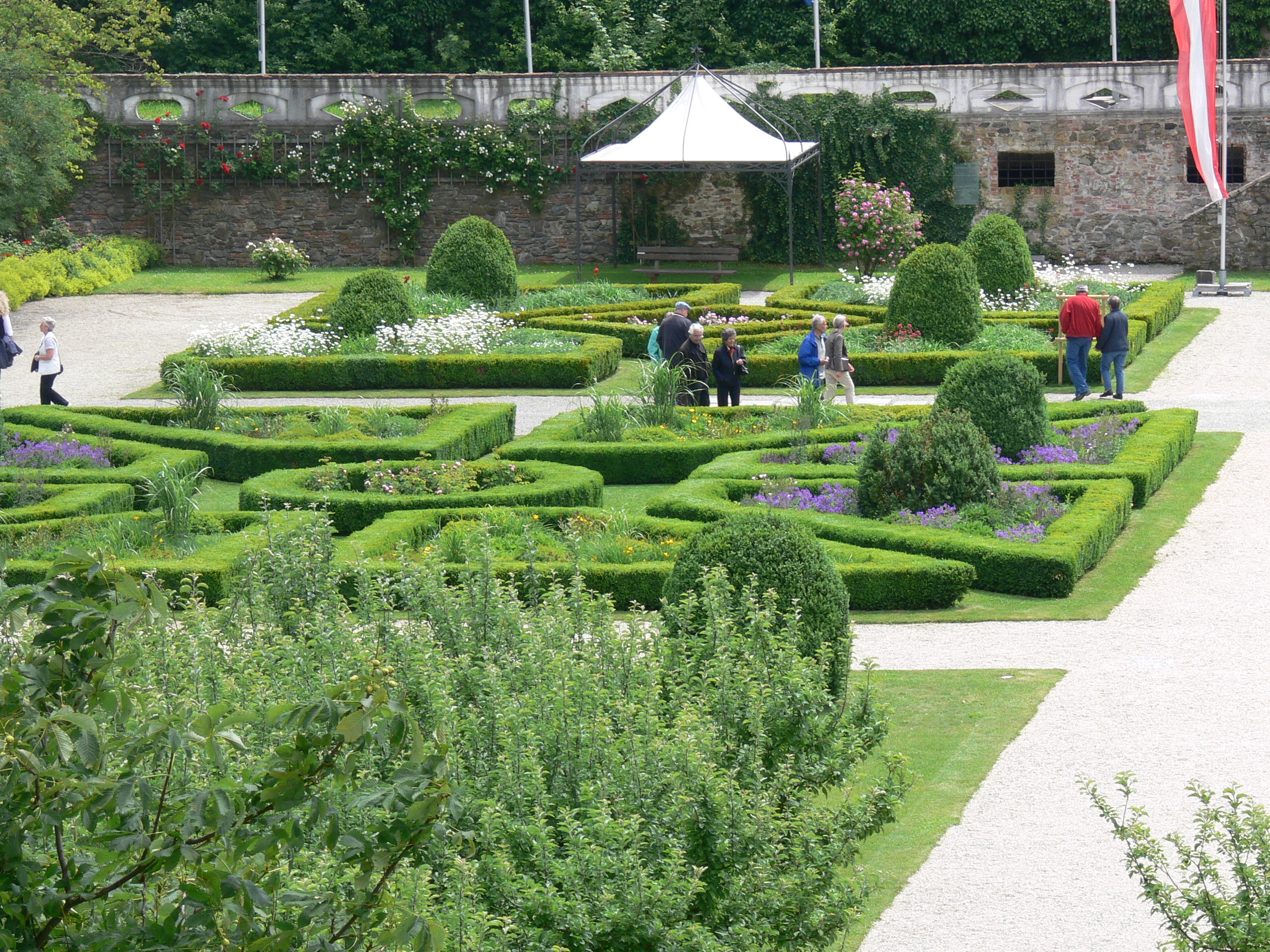
Garten der Schallaburg in Österreich

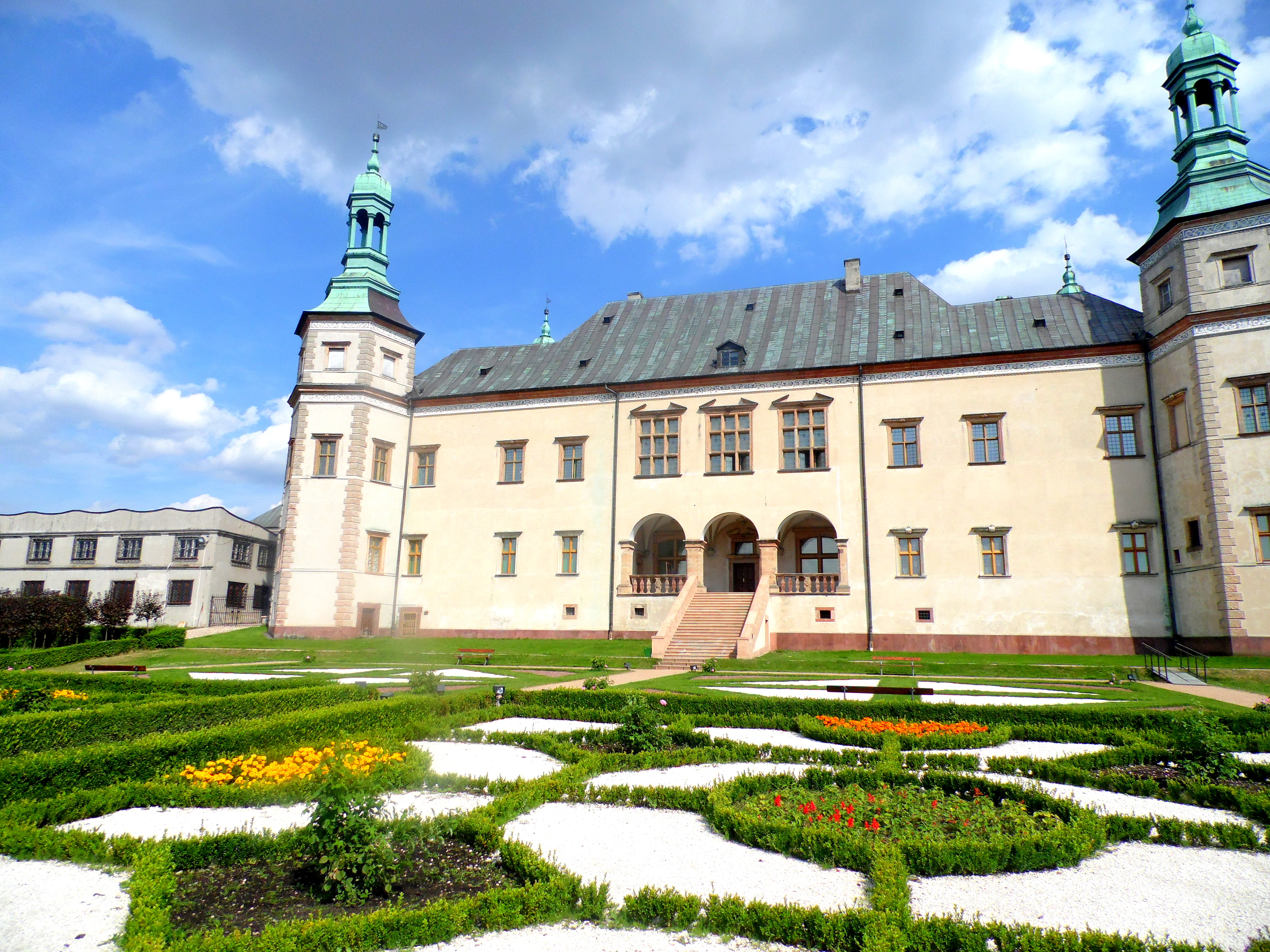
Rekonstruierter Renaissancegarten des Bischofspalastes im polnischen Kielce

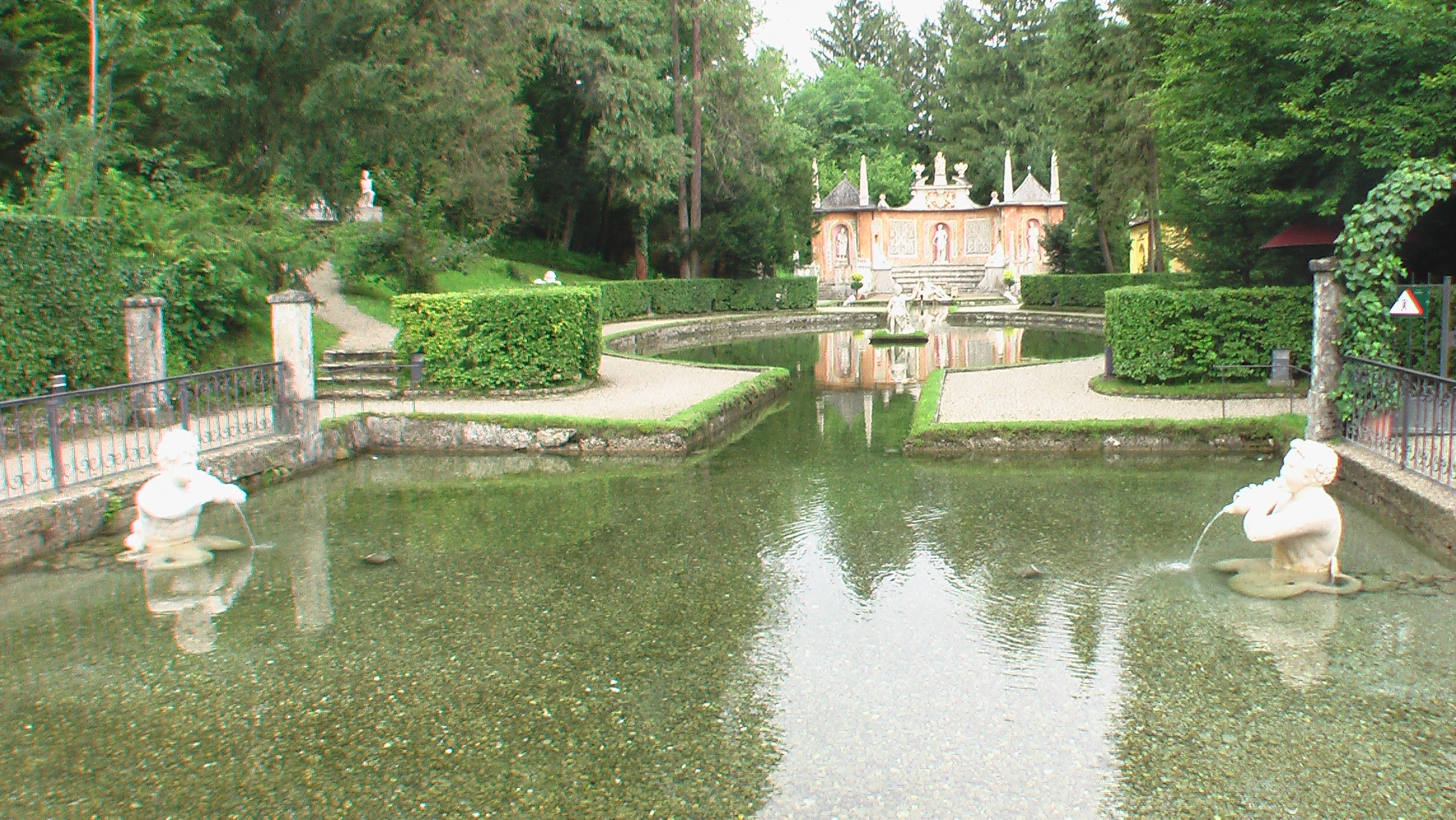
Die aufwändigen Wasserspiele des Schloss Hellbrunns in Salzburg stammen aus der Zeit der späten Renaissance und wurden Anfang des 17. Jahrhunderts von Fürsterzbischof Markus Sittikus von Hohenems in Auftrag gegeben

Die Grundform des heute als Renaissancegarten bezeichneten Gartenbautyps entstand in Italien. Zum ausgehenden 15. Jahrhundert begann sich hier eine neue Lebensanschauung durchzusetzen, mit einer Rückbesinnung auf Formen, Werte und Denksysteme der Antike, die nicht nur die Geisteswissenschaften, sondern auch die Architektur und die Gartenbaukunst beeinflusste. Der Gedanke des Humanismus führte zu einem neuen Verständnis auch von Gartenanlagen. Mittelalterliche Einschränkungen entfielen; Burgen, Burghöfe und raumgreifende Festungsanlagen hatten ausgedient, es wurden nunmehr Paläste und Villen errichtet. Natur kam ein neuer Stellenwert zu. Auch sollte – gerade in Norditalien – den Repräsentationsbedürfnissen des aufgeklärten, städtischen Großbürgertums Rechnung getragen werden, das sich zunehmend außerhalb der Städte Refugien der Erholung und Besinnung schuf.

### Antike und Humanismus
Die Renaissance fußte auf der Hinwendung zur Literatur und Kultur des klassischen Altertums, die oft im Gegensatz zu den Anschauungen des späten Mittelalters stand. Der Humanismus war die „wissenschaftlich-geistige Seite“ der Renaissance-Bewegung. Humanisten erklärten das antike Kultur- und Menschenbild als Wunsch- und Zielvorstellung; der gebildete Mensch war das Bildungsziel des Humanismus.
Namhafte Vertreter der Zeit beriefen sich bei der Gestaltung von Lebensräumen auf antike Autoritäten wie Vitruv oder Ovid; es sollten Orte der Wiedererweckung der Antike erschaffen werden. Die für die Gestaltung herangezogenen literarischen Vorbilder sollten die Vorstellung von einem idyllischen Ort, dem Goldenen Zeitalter, den Gärten der Hesperiden, der Nymphen und der Musen oder der elysischen Felder Homers und Vergils bewirken. Römische Gärten wie die des Lucius Licinius Lucullus auf dem Pincio und die des Gaius Maecenas auf dem Esquilin, die Horti Sallustiani des Schriftstellers Sallust, die Gärten Julius Caesars in Trastevere, die kaiserlichen Gärten auf dem Palatin und vor allem die Gärten der Domus Aurea des Nero (die sich nach Suetons De vita Caesarum über hundert Hektar erstreckten und Wiesen, Ackerflächen, Weinberge, Obstplantagen und künstliche Seen beinhalteten) waren durch detaillierte literarische Beschreibungen überliefert und dienten als Vorbild. Die Formensprache wurde von der wiederbelebten griechischen und römischen Antike – vor allem durch eine geordnete Gleichmäßigkeit – sowie eine Verwendung von Treppen, Skulpturen und Wasserspielen, geprägt.

### Natur
Die Baumeister der Renaissance strebten mit ihren Konzepten ein Gleichgewicht von Architektur und Natur an. Der Renaissancegarten wird heute als die „dritte Natur“ – in Abgrenzung zur ersten (unberührten) und zweiten (kultivierten) Natur bezeichnet:

„Das Konzept einer dritten Natur meint die Kreation eines dritten Zustandes, eine Art Kunst-Natur oder Natur-Kunst. […] Erst wenn sich Kunst und Natur aneinander profilieren, sich gegenseitig imitieren, erst dann geht der nach Innen fixierte Blick über die Mauern, auf die Erde, auf die Achsen in die Horizontale“

Der Garten sollte ein ästhetisches Abbild der Ländlichkeit (Ruris imitatio) im Gegensatz zur Geschäftigkeit der Stadt sein, in dem die allegorisch verstandene Natur künstlich wirkende Formationen hervorgebracht hatte. Die Natur erlebte eine Neubewertung, sie wurde zur Projektionsfläche eines neu zu erfahrenen Lebensglücks. Es ging um die Verbindung oder auch den Wettstreit zwischen Kunst und Natur:

„Betrachtet man einen idealen Renaissancegarten, so sieht man einen Raum, in dem Architektur, Kunst, Natur und Landschaft ein harmonisches Ganzes bilden, um dem Menschen den idealen Raum für seine Entfaltung zu geben: zum Verweilen, zur Lektüre, für die Kunst, für die Liebe, zum philosophischen Gespräch, zur Erholung, dazu er selbst zu sein oder zu werden. Das ist eine Vorstellung vom Paradies, die um die Vorstellung vom Menschen im Paradies erweitert ist - ein zutiefst humanistischer und gleichzeitig zutiefst religiöser Gedanke.“

Seit Francesco Petrarca verbreitete sich in Italien die Idealvorstellung von Landvilla und Garten als Refugium.

### Christentum
Die große Bedeutung der Kirche in jener Zeit führte bei der Entwicklung von Gartenstrukturen zu einer Verbindung christlicher Ideale mit den Vorstellungen der Antike: von den begrenzten Gartenräumen (Hortus conclusus) des mittelalterlichen Marienkultes bis zum offenen Garten Eden. In einem Paradiso terrestre würden nach Ulisse Aldrovandi „Geist und Seele frei von niederen Trieben“. Wegweisend war die im Jahr 1522 von Erasmus von Rotterdam veröffentlichte Schrift Convivium religiosum, in der er den Übergang vom Hortus conclusus klösterlicher Prägung zum Renaissancegarten christlicher Prägung beschreibt. Dabei ist die Grundhaltung optimistisch: Die Spiritualisierung der Welt drückt im Renaissance-Humanismus stets auch Weltbejahung aus.
Es flossen aber auch arabische Traditionen im Gartenbau, ebenfalls oft in christlicher Interpretation, in die Gestaltung ein – wie die nicht an Treppen gebundenen Kaskaden (Salsabil), auch wenn deren Ursprung wiederum im alten Rom gelegen haben kann.

### Geometrie und Wechselbeziehungen
Zunächst einmal war die Verwendung von Strukturen der klassischen Ordnung (Perspektive, Proportion, Symmetrie, Kreise, Vier- und Dreiecke) Ausdruck der Zuwendung zur Antike. Gartenarchitekten versuchten dazu, in der Natur entdeckte geometrische Strukturen (ein Sinnbild kosmischer Ordnung) auf größere Einheiten auszudehnen. Wegen des daraus folgenden Formenrepertoires und Pflanzenbeschnitts wird der Renaissance-Garten zur Gruppe der geometrischen Gärten gezählt. Die Wechselbeziehung zwischen Außenraum und Gebäude wurde erkannt und Baumeister und Gartengestalter bemühten sich, sie zu einer Einheit verschmelzen zu lassen.

„Der Theoretiker Leon Battista Alberti forderte 1485 erstmals, den Garten in Beziehung zur Architektur, zur Villa, und zu den bildenden Künsten, etwa der Gartenplastik, zu setzen. Seine regelmäßige Grundrissform sollte architektonischen Mustern folgen, der Garten eine zentrale Mittelachse besitzen und perspektivische Fluchtlinien entwickeln, was auf den Einfluss der Zentralperspektive in der Malerei hindeutet.“

Im Jahr 1452 hatte er Papst Nikolaus V. die Schrift De re aedificatoria (etwa: „zur Architektur“) dediziert. Alberti bezog sich dort seinerseits auf Ausführungen von Plinius dem Jüngeren zu Gärten des antiken Roms. Alberti hatte die in seine Forderungen zu Standort, Lage, Ausstattung und Anlage von Villen eingebunden. Dabei galt für den Palast- wie den Gartenbau:

„Der Architekt muss genau den Sinn für gute Proportionen und Regelhaftigkeit wahren, damit nicht die erfreuliche Ausgewogenheit des Ganzen über dem Reiz von einzelnen Teilen verloren geht.“

Zur Bibel der Gartenkunst der Renaissance entwickelte sich der 1499 erschienene, allegorische Roman Hypnerotomachia Poliphili von Francesco Colonna. Die Insel, auf der der Held Poliphilus landet, ist ein riesiger Garten, dessen Schönheit ausführlich beschrieben wird – hier vereinigt sich die Üppigkeit der Natur mit der Eleganz geometrischer Formen. Viele große Gartenschöpfer der italienischen Renaissance beriefen sich auf die im Roman vorgestellten Gartenkonzepte.

### Landschaftsstrukturen
In Italien entstanden die ersten Renaissancegärten bei vorhandenen Stadtschlössern oder für neuangelegten Landvillen. Bei ersteren wurden teilweise ältere Festungsstrukturen umgewidmet. Die entsprechenden räumlichen Bedingungen gaben den Rahmen für die neuen Gartenanlagen vor. Landvillen wurden vorwiegend in Hanglagen errichtet, der Garten musste hier wegen der natürlichen Gegebenheiten in Terrassenform angelegt werden. Das kam den Vorstellungen der Gartenplaner entgegen, weil sie so Perspektiven, Achsen, Mauerwerk und vor allem Wasserspiele einbringen konnten. Stadtgärten versuchten deshalb auch, Terrassenformen einzubinden – was nicht immer möglich war. Kleinste Garteneinheiten in Städten waren die Giardini segreti.

## Gestaltungselemente
Die Ausprägung von Renaissancegärten unterschied sich im italienischen, französischen und deutschen Sprachraum. Das lag vor allem daran, dass in Italien mehrheitlich neue Anlagen im bislang unbebauten ländlichen Bereich entstanden, in Frankreich und Deutschland häufig Gärten an bestehenden Schlössern und Burgen angelegt wurde, somit vorhandene Spielräume (meist vormalige Befestigungsanlagen) genutzt wurden. Auch spielten die unterschiedlichen Anforderungen der Bauherren eine Rolle. Waren das in Frankreich in der Regel Angehörige des höheren Adels, spielte in Italien das wohlhabende Patriziat eine stärkere Rolle. Natürlich entschieden auch klimatische Gegebenheiten über Gestaltungsmöglichkeiten. Dennoch enthalten die Gärten der Zeit einige allgemein gültige stilistische Elemente:

### Grundstrukturen
Aus dem mittelalterlichen Gartenbau wurden steinerne Begrenzungsmauern übernommen. Als weiteres, übergeordnetes und perspektivisch gliederndes Element wurden Achsen (z. B. Alleen, Wege, Kanäle oder Laubengänge) unter Einbeziehung der Gebäudelage und -architektur eingeführt. Zumeist bestand die Gesamtanlage aus unterschiedlich gestalteten und genutzten, großflächigen Gartenbezirken (Lust- und Nutzgärten), die in ihrem Zusammenwirken und in Verbindung mit der umgebenden Natur gestaltet wurden. Die einzelnen Bezirke, im klassischen Renaissancegarten bis zu vier (All’italiana-Parterre) etwa gleich große Rechtecke, die ihrerseits stark geometrische Grundformen (wie Quadrate, Rechtecke, Diagonale, Kreise) aufweisen, wurden häufig durch Galerien mit Eckpavillons abgeschlossen. Ein typisches Element des italienischen Renaissancegartens war auch die Grotte, ein verschwiegener mysteriöser Ort, der den Übergang zur Unterwelt symbolisierte.
Beliebte Bepflanzungsformen waren Knoten-Parterres, Rabatten, Hecken, die bereits genannten Alleen sowie schattenspendende Pergolen oder Treillages. Auffallend sind Akzentuierungen durch Topiaria sowie (zumeist Buchsbaum-) Ornamentierungen. Bei einigen komplexen Gärten (z. B. bei den Entwürfen von Sebastiano Serlio) sind bereits Elemente von den später populären Labyrinthen zu finden.
Häufig genutzte Zwiebelpflanzen waren neben den hauptsächlich verwendeten Tulpen auch Hyazinthen, Lilien und verschiedene Iris-Arten. Vor allem in Italien wurden wegen des unregelmäßigen Niederschlags Pflanzen häufig in Terrakotta-Töpfen aufgestellt.

### Terrassen
Je nach Größe und Beschaffenheit des Grundstückes wurden mit Treppen verbundene Terrassenstufen angelegt. Die italienische Villenkultur breitete sich an den klimatisch begünstigten Hanglagen der Berge in Latium, der Toskana oder Ligurien. Ebenen galten wegen der verbreiteten Malaria als ungesund. Selbst in der venezianischen Terraferma, der einzigen Villegiatura Italiens, die sich in einer ausgesprochenen Tiefebene entwickelt hat, lagen die frühen Villen an den wenigen Hügeln der Region. Durch die Terrassenstrukturierung konnten aufwändige Treppeninszenierungen oder Belvederes errichtet werden.

### Wasserspiele
Angesichts der heißen italienischen Sommer bildeten Quellen und natürliche Wasserläufe eine Grundvoraussetzung für die Anlage der Gärten. Es ging dabei nicht nur um die Bewässerung, viele der großen Renaissancegärten erlangten überregionale Bekanntheit durch ihre Wasserspiele (Giochi d’acqua, auch Wasserkünste genannt). Auch die Wasserthemen waren Ausdruck einer romantischen Naturverbundenheit. In der Entwicklung des Renaissancegartens bis hin zum Manierismus wurden die Wasserspiele immer aufwändiger; es entstanden neben Wasserbassins und gefluteten Grotten auch Brunnen, Kaskaden, Wassertreppen oder sogenannte Wasserscherze (darunter Scherzfontänen, die den Gartenbesucher bespritzen, wenn er auf eine bestimmte Bodenplatte trat), die den Betrachter mit unerwarteten Effekten überraschten. Beispiele großartiger Wasserspiele waren die Kaskaden der Villa d’Este oder der Neptun-Brunnen im Boboli-Garten beim Palazzo Pitti in Florenz.

### Weitere Elemente
Im Garten der Spätrenaissance und des Manierismus kommt es zu bewussten Verstößen gegen das Gebot einer harmonischen Gestaltung, z. B. bei absichtlich schief errichteten Gebäuden (Sacro Bosco in Bomarzo), oder dem Einsatz von überdimensionierten Masken im Garten des Giusti-Palastes bei Verona.

## Abgrenzung zum Barockgarten
Der prunkvolle Barockgarten war eine Weiterentwicklung und Steigerung des heiteren Renaissancegartens. Beide sind Teil einer Idee, die sie als Gesamtkunstwerk repräsentieren. Die Geometrie ist die Klammer, die Stein und Pflanze als Materialien verbindet. Diente der Renaissancegarten eher der Intimität privater Inszenierung und der Abgeschiedenheit, wurde der Barockgarten als repräsentativer, öffentlicher Raum mit einer klaren Botschaft, der sämtliche Elemente unterzuordnen waren, genutzt. Entsprechend war der Renaissancegarten ein noch loser Zusammenschluss einzelner in sich allerdings stimmiger, angrenzender Gartenräume. Dagegen war der Barockgarten eine durchkomponierte und zentralistisch ausgerichtete Gesamtanlage. Wurde die Natur beim Renaissancegarten als Ausdruck des neuen Humanismus in den Garten geholt, musste sie sich in der barocken Betrachtung rationalistischen Strukturen unterwerfen. Der alte Gartentyp diente der Konzentration, der neue der Expansion.
Im Gegensatz zum Renaissancegarten hatte der Barockpark keine Kultur hoher Terrassen oder Belvederes und inszenierter Treppen, dafür viel Skulpturenschmuck. Einzelelemente wie Grotten, Kabinette oder Lusthäuser wurden dagegen übernommen. Gemauerte Architektur wurde durch eine Architektur der Pflanzen ersetzt. Der Barockgarten setzte eher auf stehendes denn auf fließendes Wasser. Knoten-Parterres wurden von Broderieparterres abgelöst. Das dominierende Element der Inszenierung war die Sichtachse. Alle Blumenarrangements und gärtnerischen Gestaltungselemente mussten dem Gesamtensemble untergeordnet werden. In seiner Vollkommenheit war der barocke Garten Ausdruck des königlichen Absolutismus und widersprach damit den Idealen der Renaissance. Beim Barockgarten erreichte die Gartenkunst auch zum ersten Mal eine Gleichsetzung mit anderen Kunstgattungen.

## Bedeutende Renaissancegärten

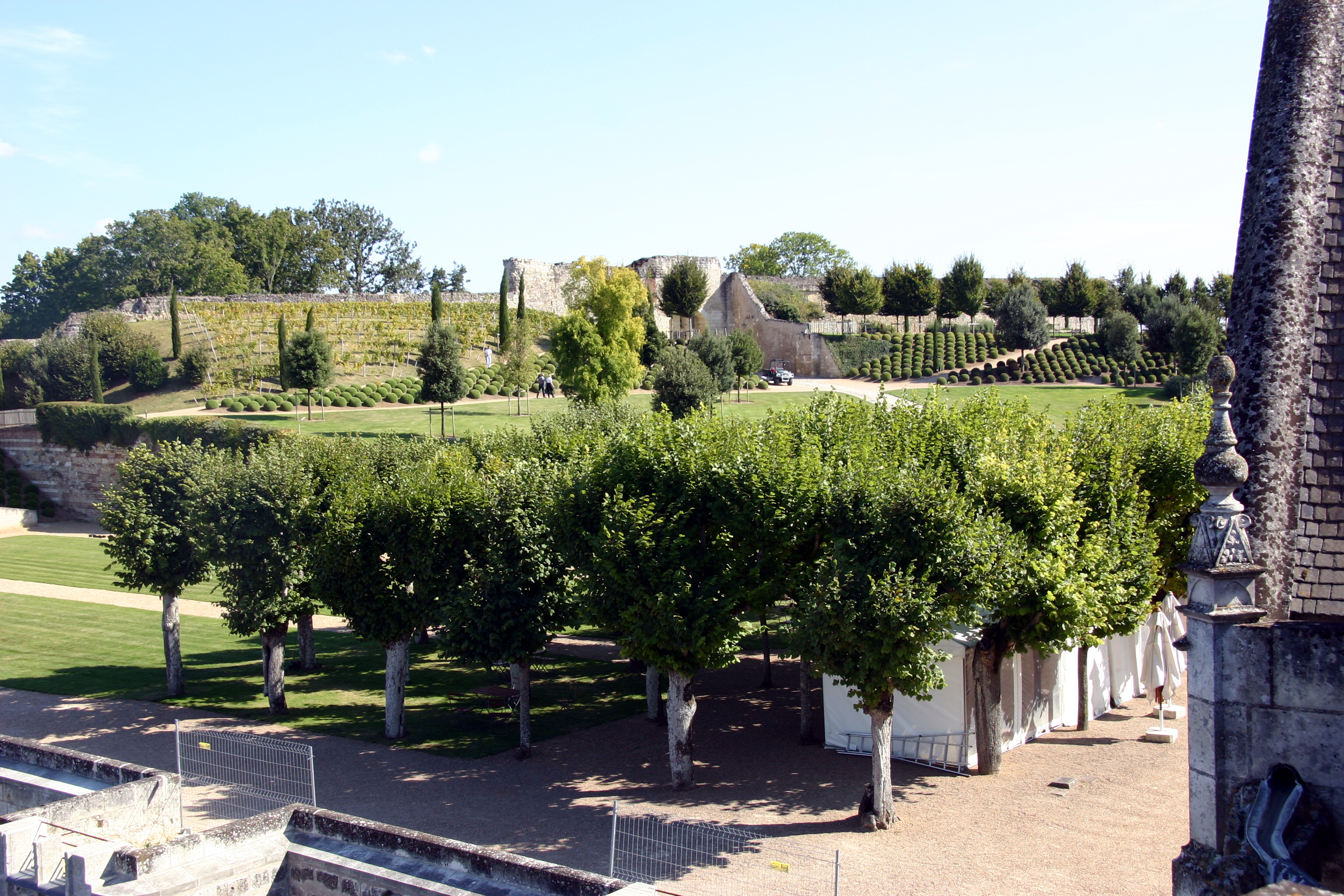
Garten von Schloss Amboise mit Bäumen, Buchskugeln und Weinreben

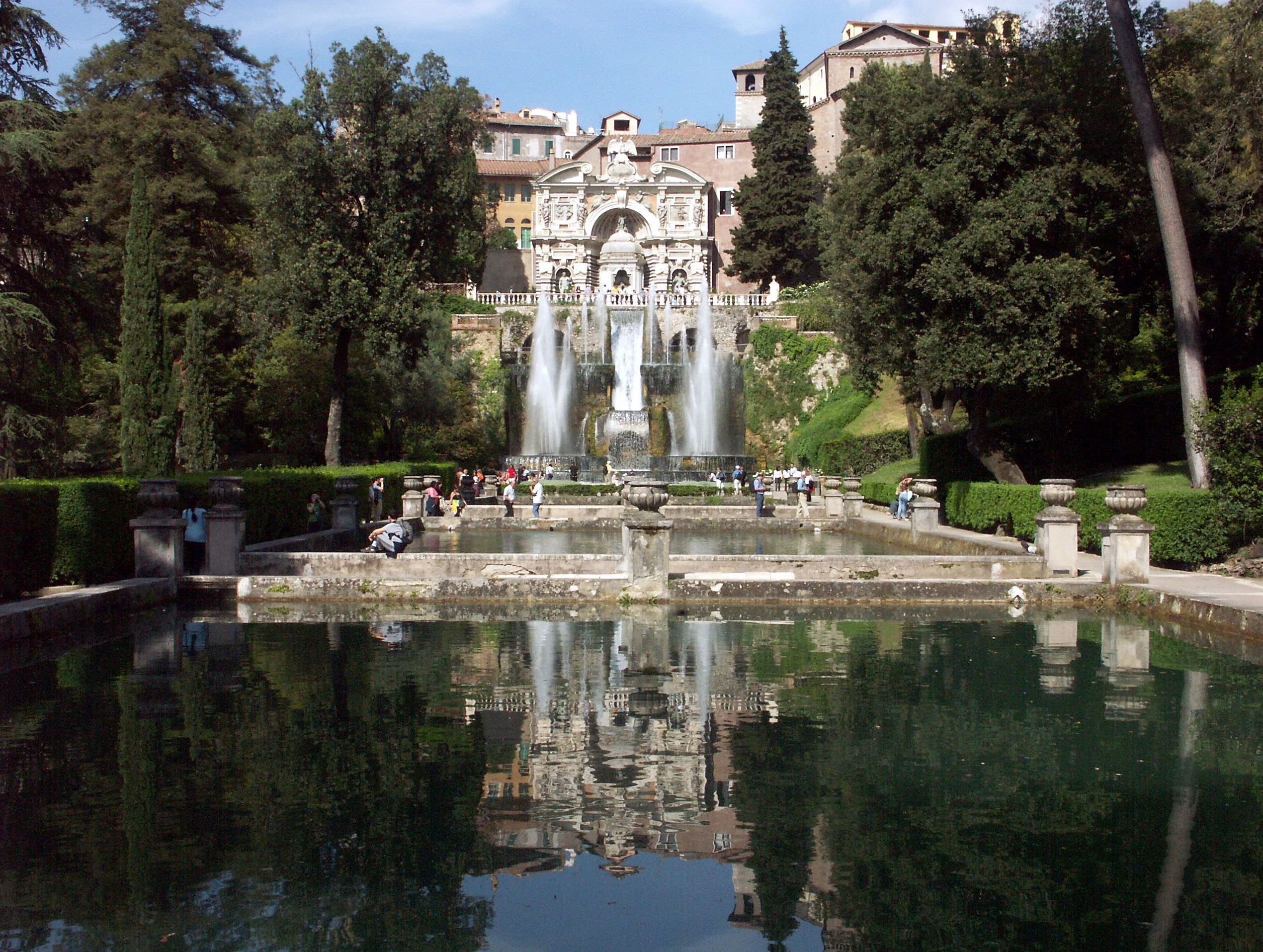
Garten der Villa d’Este in Tivoli: Querachse mit Fischteichen, Neptunbrunnen und Wasserorgel

Ursprüngliche (reine) Gärten der Renaissance sind heute wohl nicht mehr vorhanden. Es gibt wiederaufgebaute Anlagen und solche, die in den Umrissen ihres Aufbaues erhalten sind. So können Mauern, Treppen, Terrassen, Brunnen, Grotten und auch Plastiken original sein. Über die Bepflanzung dieser Gärten gehen die Ansichten aber auseinander. Naturgemäß sind Gärten vergänglich; Pflanzen und daraus gebildete Strukturen wachsen und verschwinden. Die Gartenarchitektur entwickelt sich ständig weiter, Gärten werden überformt; die nachfolgenden Epochen des Barockgartens wie auch des englischen Landschaftsgartens überstanden die seinerzeit weit verbreiteten Renaissancegärten nicht unberührt.
Auf dem Grundstück des heutigen Hofes vom Belvedere (Cortile del Belvedere) sowie der Vatikanischen Apostolischen Bibliothek wurde zu Beginn des 16. Jahrhunderts ein Garten angelegt, der heute als erster typischer Renaissancegarten gilt. Seine Entstehung und Ausgestaltung sind gut dokumentiert. Er wurde 1503 von Donato Bramante im Auftrag von Papst Julius II. entworfen. Dabei bediente sich Bramante der benannten Schrift von Leon Battista Alberti. Auch wenn der Garten im Vatikan nicht lange Bestand hatte, war Bramantes neue Formensprache richtungweisend. Ein bedeutender Architekt der Renaissancegärten in Frankreich war Jean Androuet du Cerceau. Beim königlichen Schloss Amboise entstand um 1500 der erste französische Renaissancegarten.
Der wohl berühmteste italienische Garten der Renaissance befand sich an der Villa d’Este in Tivoli. Der allerdings rekonstruierte Park in Villandry ist der einzige erhaltene Renaissancegarten in Frankreich. In Deutschland war die Rekonstruktion der seinerzeit als „achtes Weltwunder“ gepriesenen Renaissancegartens des Heidelberger Schlosses (Hortus Palatinus, heute im Stil eines englischen Landschaftsgartens) mit seinen fünf Terrassenstufen geplant. Der Renaissancegarten des saarländischen Schlosses Berg gilt als Attraktion. In Neufra wurden 1988 die „hängenden Gärten von Neufra“ des dortigen Schlosses restauriert. Der Bischofspalast in Kielce erhielt an seiner Westseite im Jahr 2003 einen rekonstruierten Renaissancegarten.

### Liste
- Park der Villa d’Este in Tivoli
- Gärten der Medici-Villen in der Toscana
- Park von Schloss Villandry bei Tours